# Copa Libertadores 1978
La Copa Libertadores 1978 fue la decimonovena edición del torneo de clubes más importante de América del Sur, organizado por la Confederación Sudamericana de Fútbol, en la que participaron equipos de diez países sudamericanos: Argentina, Bolivia, Brasil, Chile, Colombia, Ecuador, Paraguay, Perú, Uruguay y Venezuela.
El campeón fue Boca Juniors, revalidando el título obtenido en la edición anterior y consagrándose por segunda vez en la competición, siendo este el primero que logra de manera invicta. Por ello, clasificó a la segunda fase de la Copa Libertadores 1979. Debió haber disputado, además, la Copa Intercontinental de 1978 ante Liverpool de Inglaterra; sin embargo, ante la negativa del club inglés de viajar a Argentina —debido, a que por aquel entonces se encontraba bajo una dictadura cívico-militar— y la imposibilidad de hallar fechas con el común acuerdo de ambos equipos, la copa nunca se jugó.
Francisco Sá, defensor y referente del cuadro campeón, alcanzó en esta edición su sexta consagración en el certamen —había sido parte del plantel que se coronó en 1977, y había logrado además el tetracampeonato con Independiente entre 1972 y 1975—, estableciendo un récord que hasta la actualidad no ha podido ser batido por otro futbolista.

## Formato
La competición se disputó bajo el mismo formato que se venía utilizando desde la edición de 1974. El campeón vigente accedió de manera directa a la segunda fase, mientras que los 20 equipos restantes disputaron la primera. En ella, los clubes fueron divididos en cinco grupos de 4 equipos cada uno de acuerdo a sus países de origen, de manera que los dos representantes de una misma asociación nacional debían caer en la misma zona. El ganador de cada uno de los cinco grupos clasificó a la segunda fase, uniéndose al campeón vigente, estableciéndose dos zonas de 3 equipos. El primer posicionado en cada una de ellas accedió a la final, que se llevó a cabo en encuentros de ida y vuelta, disputándose un partido de desempate en caso de ser necesario.
|                           |                           | Equipos que entran en esta fase                                                                          | Equipos que provienen de la fase anterior |
| ------------------------- | ------------------------- | --- | ----------------------------------------- |
| Primera fase (20 equipos) | Primera fase (20 equipos) | - 2 equipos de Argentina, Bolivia, Brasil, Chile, Colombia, Ecuador, Paraguay, Perú, Uruguay y Venezuela |                                           |
| Segunda fase (6 equipos)  | Segunda fase (6 equipos)  | - 1 equipo, campeón de la Copa Libertadores 1977                                                         | - 5 equipos primeros de la Primera fase   |
| Final (2 equipos)         | Final (2 equipos)         | | - 2 equipos primeros de la Segunda fase   |

## Equipos participantes
En cursiva los equipos debutantes en el torneo.
| País                                | Equipo                                 | Vía de clasificación |
| ----------------------------------- | -------------------------------------- | --- |
| Argentina 2 cupos + campeón vigente | Boca Juniors River Plate Independiente | Campeón de la Copa Libertadores 1977 Campeón del Campeonato Metropolitano 1977 Campeón del Campeonato Nacional 1977         |
| Bolivia 2 cupos                     | The Strongest Oriente Petrolero        | Campeón del Campeonato de Primera División 1977 Subcampeón del Campeonato de Primera División 1977                          |
| Brasil 2 cupos                      | São Paulo Atlético Mineiro             | Campeón del Campeonato Brasileño de 1977 Subcampeón del Campeonato Brasileño de 1977                                        |
| Chile 2 cupos                       | Unión Española Palestino               | Campeón del Campeonato de Primera División 1977 Ganador de la Liguilla Pre-Libertadores 1977                                |
| Colombia 2 cupos                    | Junior Deportivo Cali                  | Campeón del Campeonato Colombiano 1977 Subcampeón del Campeonato Colombiano 1977                                            |
| Ecuador 2 cupos                     | El Nacional Liga de Quito              | Campeón del Campeonato Ecuatoriano de 1977 Subcampeón del Campeonato Ecuatoriano de 1977                                    |
| Paraguay 2 cupos                    | Cerro Porteño Libertad                 | Campeón del Campeonato Paraguayo de 1977 Subcampeón del Campeonato Paraguayo de Fútbol 1977                                 |
| Perú 2 cupos                        | Alianza Lima Sporting Cristal          | Campeón del Campeonato Descentralizado 1977 Subcampeón del Campeonato Descentralizado 1977                                  |
| Uruguay 2 cupos                     | Peñarol Danubio                        | 1.º puesto de la Liguilla Pre-Libertadores de América de 1977 2.º puesto de la Liguilla Pre-Libertadores de América de 1977 |
| Venezuela 2 cupos                   | Portuguesa Estudiantes de Mérida       | Campeón de la Primera División Venezolana 1977 Subcampeón de la Primera División Venezolana 1977                            |

### Distribución geográfica de los equipos
Distribución geográfica de las sedes de los equipos participantes:

## Primera fase

### Grupo 1
| Equipo        | Pts. | PJ | PG | PE | PP | GF | GC | DG |
| ------------- | ---- | -- | -- | -- | -- | -- | -- | -- |
| River Plate   | 8    | 6  | 2  | 4  | 0  | 7  | 1  | 6  |
| Independiente | 8    | 6  | 3  | 2  | 1  | 6  | 2  | 4  |
| Liga de Quito | 5    | 6  | 2  | 1  | 3  | 4  | 10 | –6 |
| El Nacional   | 3    | 6  | 1  | 1  | 4  | 6  | 10 | –4 |

| \| Fecha \| Lugar \| Local \| Resultado \| Visitante \| \| ----------- \| ------------ \| ------------- \| --------- \| ------------- \| \| 27 de junio \| Quito \| Liga de Quito \| 1:0 \| Independiente \| \| 27 de junio \| Quito \| El Nacional \| 1:1 \| River Plate \| \| 30 de junio \| Quito \| Liga de Quito \| 0:0 \| River Plate \| \| 30 de junio \| Quito \| El Nacional \| 1:2 \| Independiente \| \| 5 de julio \| Avellaneda \| Independiente \| 0:0 \| River Plate \| \| 5 de julio \| Quito \| El Nacional \| 2:0 \| Liga de Quito \| \| 11 de julio \| Buenos Aires \| River Plate \| 2:0 \| El Nacional \| \| 14 de julio \| Avellaneda \| Independiente \| 2:0 \| El Nacional \| \| 18 de julio \| Buenos Aires \| River Plate \| 4:0 \| Liga de Quito \| \| 20 de julio \| Avellaneda \| Independiente \| 2:0 \| Liga de Quito \| \| 26 de julio \| Buenos Aires \| River Plate \| 0:0 \| Independiente \| \| 26 de julio \| Quito \| Liga de Quito \| 3:2 \| El Nacional \| |              |               |           |               |
| Fecha | Lugar        | Local         | Resultado | Visitante     |
| 27 de junio | Quito        | Liga de Quito | 1:0       | Independiente |
| 27 de junio | Quito        | El Nacional   | 1:1       | River Plate   |
| 30 de junio | Quito        | Liga de Quito | 0:0       | River Plate   |
| 30 de junio | Quito        | El Nacional   | 1:2       | Independiente |
| 5 de julio | Avellaneda   | Independiente | 0:0       | River Plate   |
| 5 de julio | Quito        | El Nacional   | 2:0       | Liga de Quito |
| 11 de julio | Buenos Aires | River Plate   | 2:0       | El Nacional   |
| 14 de julio | Avellaneda   | Independiente | 2:0       | El Nacional   |
| 18 de julio | Buenos Aires | River Plate   | 4:0       | Liga de Quito |
| 20 de julio | Avellaneda   | Independiente | 2:0       | Liga de Quito |
| 26 de julio | Buenos Aires | River Plate   | 0:0       | Independiente |
| 26 de julio | Quito        | Liga de Quito | 3:2       | El Nacional   |

Partido desempate
| Fecha       | Lugar        |             | Resultado |               |
| ----------- | ------------ | ----------- | --------- | ------------- |
| 2 de agosto | Buenos Aires | River Plate | 4:1       | Independiente |

### Grupo 2
| Equipo            | Pts. | PJ | PG | PE | PP | GF | GC | DG |
| ----------------- | ---- | -- | -- | -- | -- | -- | -- | -- |
| Alianza Lima      | 11   | 6  | 5  | 1  | 0  | 19 | 5  | 14 |
| Sporting Cristal  | 7    | 6  | 3  | 1  | 2  | 9  | 9  | 0  |
| The Strongest     | 4    | 6  | 2  | 0  | 4  | 7  | 12 | –5 |
| Oriente Petrolero | 2    | 6  | 1  | 0  | 5  | 5  | 14 | –9 |

| \| Fecha \| Lugar \| Local \| Resultado \| Visitante \| \| ----------- \| ---------- \| ----------------- \| --------- \| ----------------- \| \| 2 de julio \| La Paz \| The Strongest \| 2:0 \| Oriente Petrolero \| \| 5 de julio \| Lima \| Alianza Lima \| 2:2 \| Sporting Cristal \| \| 12 de julio \| La Paz \| The Strongest \| 3:1 \| Sporting Cristal \| \| 12 de julio \| Santa Cruz \| Oriente Petrolero \| 0:4 \| Alianza Lima \| \| 16 de julio \| Santa Cruz \| Oriente Petrolero \| 0:1 \| Sporting Cristal \| \| 17 de julio \| La Paz \| The Strongest \| 1:2 \| Alianza Lima \| \| 21 de julio \| Lima \| Sporting Cristal \| 1:4 \| Alianza Lima \| \| 22 de julio \| Santa Cruz \| Oriente Petrolero \| 4:1 \| The Strongest \| \| 25 de julio \| Lima \| Sporting Cristal \| 1:0 \| Oriente Petrolero \| \| 28 de julio \| Lima \| Alianza Lima \| 5:1 \| Oriente Petrolero \| \| 1 de agosto \| Lima \| Sporting Cristal \| 3:0 \| The Strongest \| \| 4 de agosto \| Lima \| Alianza Lima \| 2:0 \| The Strongest \| |            |                   |           |                   |
| Fecha | Lugar      | Local             | Resultado | Visitante         |
| 2 de julio | La Paz     | The Strongest     | 2:0       | Oriente Petrolero |
| 5 de julio | Lima       | Alianza Lima      | 2:2       | Sporting Cristal  |
| 12 de julio | La Paz     | The Strongest     | 3:1       | Sporting Cristal  |
| 12 de julio | Santa Cruz | Oriente Petrolero | 0:4       | Alianza Lima      |
| 16 de julio | Santa Cruz | Oriente Petrolero | 0:1       | Sporting Cristal  |
| 17 de julio | La Paz     | The Strongest     | 1:2       | Alianza Lima      |
| 21 de julio | Lima       | Sporting Cristal  | 1:4       | Alianza Lima      |
| 22 de julio | Santa Cruz | Oriente Petrolero | 4:1       | The Strongest     |
| 25 de julio | Lima       | Sporting Cristal  | 1:0       | Oriente Petrolero |
| 28 de julio | Lima       | Alianza Lima      | 5:1       | Oriente Petrolero |
| 1 de agosto | Lima       | Sporting Cristal  | 3:0       | The Strongest     |
| 4 de agosto | Lima       | Alianza Lima      | 2:0       | The Strongest     |

### Grupo 3
| Equipo           | Pts. | PJ | PG | PE | PP | GF | GC | DG |
| ---------------- | ---- | -- | -- | -- | -- | -- | -- | -- |
| Atlético Mineiro | 10   | 6  | 4  | 2  | 0  | 16 | 8  | 8  |
| Unión Española   | 6    | 6  | 1  | 4  | 1  | 7  | 10 | –3 |
| São Paulo        | 5    | 6  | 1  | 3  | 2  | 6  | 7  | –1 |
| Palestino        | 3    | 6  | 1  | 1  | 4  | 8  | 12 | –4 |

| \| Fecha \| Lugar \| Local \| Resultado \| Visitante \| \| ----------- \| -------------- \| ---------------- \| --------- \| ---------------- \| \| 14 de marzo \| Santiago \| Unión Española \| 0:0 \| Palestino \| \| 15 de marzo \| Belo Horizonte \| Atlético Mineiro \| 1:1 \| São Paulo \| \| 22 de marzo \| Santiago \| Palestino \| 0:1 \| São Paulo \| \| 22 de marzo \| Santiago \| Unión Española \| 1:1 \| Atlético Mineiro \| \| 26 de marzo \| Santiago \| Palestino \| 4:5 \| Atlético Mineiro \| \| 26 de marzo \| Santiago \| Unión Española \| 1:1 \| São Paulo \| \| 9 de abril \| São Paulo \| São Paulo \| 1:2 \| Atlético Mineiro \| \| 9 de abril \| Santiago \| Palestino \| 2:3 \| Unión Española \| \| 16 de abril \| São Paulo \| São Paulo \| 1:2 \| Palestino \| \| 16 de abril \| Belo Horizonte \| Atlético Mineiro \| 5:1 \| Unión Española \| \| 19 de abril \| São Paulo \| São Paulo \| 1:1 \| Unión Española \| \| 19 de abril \| Belo Horizonte \| Atlético Mineiro \| 2:0 \| Palestino \| |                |                  |           |                  |
| Fecha | Lugar          | Local            | Resultado | Visitante        |
| 14 de marzo | Santiago       | Unión Española   | 0:0       | Palestino        |
| 15 de marzo | Belo Horizonte | Atlético Mineiro | 1:1       | São Paulo        |
| 22 de marzo | Santiago       | Palestino        | 0:1       | São Paulo        |
| 22 de marzo | Santiago       | Unión Española   | 1:1       | Atlético Mineiro |
| 26 de marzo | Santiago       | Palestino        | 4:5       | Atlético Mineiro |
| 26 de marzo | Santiago       | Unión Española   | 1:1       | São Paulo        |
| 9 de abril | São Paulo      | São Paulo        | 1:2       | Atlético Mineiro |
| 9 de abril | Santiago       | Palestino        | 2:3       | Unión Española   |
| 16 de abril | São Paulo      | São Paulo        | 1:2       | Palestino        |
| 16 de abril | Belo Horizonte | Atlético Mineiro | 5:1       | Unión Española   |
| 19 de abril | São Paulo      | São Paulo        | 1:1       | Unión Española   |
| 19 de abril | Belo Horizonte | Atlético Mineiro | 2:0       | Palestino        |

### Grupo 4
| Equipo         | Pts. | PJ | PG | PE | PP | GF | GC | DG |
| -------------- | ---- | -- | -- | -- | -- | -- | -- | -- |
| Deportivo Cali | 8    | 6  | 3  | 2  | 1  | 5  | 3  | 2  |
| Peñarol        | 6    | 6  | 3  | 0  | 3  | 7  | 7  | 0  |
| Junior         | 6    | 6  | 1  | 4  | 1  | 1  | 1  | 0  |
| Danubio        | 4    | 6  | 1  | 2  | 3  | 6  | 8  | –2 |

| \| Fecha \| Lugar \| Local \| Resultado \| Visitante \| \| ----------- \| ------------ \| -------------- \| --------- \| -------------- \| \| 12 de abril \| Barranquilla \| Junior \| 0:0 \| Deportivo Cali \| \| 19 de abril \| Montevideo \| Peñarol \| 4:2 \| Danubio \| \| 14 de mayo \| Barranquilla \| Junior \| 0:0 \| Danubio \| \| 14 de mayo \| Cali \| Deportivo Cali \| 1:0 \| Peñarol \| \| 17 de mayo \| Cali \| Deportivo Cali \| 2:0 \| Danubio \| \| 17 de mayo \| Barranquilla \| Junior \| 1:0 \| Peñarol \| \| 8 de julio \| Montevideo \| Danubio \| 1:2 \| Peñarol \| \| 9 de julio \| Cali \| Deportivo Cali \| 0:0 \| Junior \| \| 18 de julio \| Montevideo \| Danubio \| 0:0 \| Junior \| \| 18 de julio \| Montevideo \| Peñarol \| 0:2 \| Deportivo Cali \| \| 23 de julio \| Montevideo \| Danubio \| 3:0 \| Deportivo Cali \| \| 23 de julio \| Montevideo \| Peñarol \| 1:0 \| Junior \| |              |                |           |                |
| Fecha | Lugar        | Local          | Resultado | Visitante      |
| 12 de abril | Barranquilla | Junior         | 0:0       | Deportivo Cali |
| 19 de abril | Montevideo   | Peñarol        | 4:2       | Danubio        |
| 14 de mayo | Barranquilla | Junior         | 0:0       | Danubio        |
| 14 de mayo | Cali         | Deportivo Cali | 1:0       | Peñarol        |
| 17 de mayo | Cali         | Deportivo Cali | 2:0       | Danubio        |
| 17 de mayo | Barranquilla | Junior         | 1:0       | Peñarol        |
| 8 de julio | Montevideo   | Danubio        | 1:2       | Peñarol        |
| 9 de julio | Cali         | Deportivo Cali | 0:0       | Junior         |
| 18 de julio | Montevideo   | Danubio        | 0:0       | Junior         |
| 18 de julio | Montevideo   | Peñarol        | 0:2       | Deportivo Cali |
| 23 de julio | Montevideo   | Danubio        | 3:0       | Deportivo Cali |
| 23 de julio | Montevideo   | Peñarol        | 1:0       | Junior         |

### Grupo 5
| Equipo                | Pts. | PJ | PG | PE | PP | GF | GC | DG |
| --------------------- | ---- | -- | -- | -- | -- | -- | -- | -- |
| Cerro Porteño         | 9    | 6  | 3  | 3  | 0  | 7  | 4  | 3  |
| Portuguesa            | 6    | 6  | 2  | 2  | 2  | 5  | 5  | 0  |
| Estudiantes de Mérida | 5    | 6  | 1  | 3  | 2  | 7  | 8  | –1 |
| Libertad              | 4    | 6  | 1  | 2  | 3  | 4  | 6  | –2 |

| \| Fecha \| Lugar \| Local \| Resultado \| Visitante \| \| ----------- \| -------- \| --------------------- \| --------- \| --------------------- \| \| 5 de marzo \| Asunción \| Cerro Porteño \| 1:0 \| Libertad \| \| 12 de marzo \| Mérida \| Estudiantes de Mérida \| 0:0 \| Portuguesa \| \| 26 de marzo \| Mérida \| Estudiantes de Mérida \| 2:3 \| Cerro Porteño \| \| 26 de marzo \| Acarigua \| Portuguesa \| 1:0 \| Libertad \| \| 30 de marzo \| Mérida \| Estudiantes de Mérida \| 1:1 \| Libertad \| \| 30 de marzo \| Acarigua \| Portuguesa \| 1:1 \| Cerro Porteño \| \| 2 de abril \| Acarigua \| Portuguesa \| 1:2 \| Estudiantes de Mérida \| \| 5 de abril \| Asunción \| Libertad \| 0:0 \| Cerro Porteño \| \| 25 de abril \| Asunción \| Cerro Porteño \| 1:1 \| Estudiantes de Mérida \| \| 28 de abril \| Asunción \| Libertad \| 2:1 \| Estudiantes de Mérida \| \| 9 de mayo \| Asunción \| Libertad \| 1:2 \| Portuguesa \| \| 13 de mayo \| Asunción \| Cerro Porteño \| 1:0 \| Portuguesa \| |          |                       |           |                       |
| Fecha | Lugar    | Local                 | Resultado | Visitante             |
| 5 de marzo | Asunción | Cerro Porteño         | 1:0       | Libertad              |
| 12 de marzo | Mérida   | Estudiantes de Mérida | 0:0       | Portuguesa            |
| 26 de marzo | Mérida   | Estudiantes de Mérida | 2:3       | Cerro Porteño         |
| 26 de marzo | Acarigua | Portuguesa            | 1:0       | Libertad              |
| 30 de marzo | Mérida   | Estudiantes de Mérida | 1:1       | Libertad              |
| 30 de marzo | Acarigua | Portuguesa            | 1:1       | Cerro Porteño         |
| 2 de abril | Acarigua | Portuguesa            | 1:2       | Estudiantes de Mérida |
| 5 de abril | Asunción | Libertad              | 0:0       | Cerro Porteño         |
| 25 de abril | Asunción | Cerro Porteño         | 1:1       | Estudiantes de Mérida |
| 28 de abril | Asunción | Libertad              | 2:1       | Estudiantes de Mérida |
| 9 de mayo | Asunción | Libertad              | 1:2       | Portuguesa            |
| 13 de mayo | Asunción | Cerro Porteño         | 1:0       | Portuguesa            |

## Semifinal

### Grupo A
| Equipo           | Pts. | PJ | PG | PE | PP | GF | GC | DG |
| ---------------- | ---- | -- | -- | -- | -- | -- | -- | -- |
| Boca Juniors     | 7    | 4  | 3  | 1  | 0  | 7  | 2  | 5  |
| River Plate      | 3    | 4  | 1  | 1  | 2  | 1  | 3  | –2 |
| Atlético Mineiro | 2    | 4  | 1  | 0  | 3  | 3  | 6  | –3 |

| \| Fecha \| Lugar \| Local \| Resultado \| Visitante \| \| ---------------- \| -------------- \| ---------------- \| --------- \| ---------------- \| \| 19 de septiembre \| Buenos Aires \| Boca Juniors \| 0:0 \| River Plate \| \| 24 de septiembre \| Belo Horizonte \| Atlético Mineiro \| 1:2 \| Boca Juniors \| \| 28 de septiembre \| Buenos Aires \| River Plate \| 1:0 \| Atlético Mineiro \| \| 5 de octubre \| Buenos Aires \| Boca Juniors \| 3:1 \| Atlético Mineiro \| \| 8 de octubre \| Belo Horizonte \| Atlético Mineiro \| 1:0 \| River Plate \| \| 17 de octubre \| Buenos Aires \| River Plate \| 0:2 \| Boca Juniors \| |                |                  |           |                  |
| Fecha | Lugar          | Local            | Resultado | Visitante        |
| 19 de septiembre | Buenos Aires   | Boca Juniors     | 0:0       | River Plate      |
| 24 de septiembre | Belo Horizonte | Atlético Mineiro | 1:2       | Boca Juniors     |
| 28 de septiembre | Buenos Aires   | River Plate      | 1:0       | Atlético Mineiro |
| 5 de octubre | Buenos Aires   | Boca Juniors     | 3:1       | Atlético Mineiro |
| 8 de octubre | Belo Horizonte | Atlético Mineiro | 1:0       | River Plate      |
| 17 de octubre | Buenos Aires   | River Plate      | 0:2       | Boca Juniors     |

### Grupo B
| Equipo         | Pts. | PJ | PG | PE | PP | GF | GC | DG |
| -------------- | ---- | -- | -- | -- | -- | -- | -- | -- |
| Deportivo Cali | 7    | 4  | 3  | 1  | 0  | 12 | 4  | 8  |
| Cerro Porteño  | 3    | 4  | 1  | 1  | 2  | 4  | 9  | –5 |
| Alianza Lima   | 2    | 4  | 1  | 0  | 3  | 7  | 10 | –3 |

| \| Fecha \| Lugar \| Local \| Resultado \| Visitante \| \| ---------------- \| -------- \| -------------- \| --------- \| -------------- \| \| 14 de septiembre \| Lima \| Alianza Lima \| 3:0 \| Cerro Porteño \| \| 17 de septiembre \| Cali \| Deportivo Cali \| 1:1 \| Cerro Porteño \| \| 21 de septiembre \| Cali \| Deportivo Cali \| 3:2 \| Alianza Lima \| \| 5 de octubre \| Asunción \| Cerro Porteño \| 3:1 \| Alianza Lima \| \| 14 de octubre \| Lima \| Alianza Lima \| 1:4 \| Deportivo Cali \| \| 18 de octubre \| Asunción \| Cerro Porteño \| 0:4 \| Deportivo Cali \| |          |                |           |                |
| Fecha | Lugar    | Local          | Resultado | Visitante      |
| 14 de septiembre | Lima     | Alianza Lima   | 3:0       | Cerro Porteño  |
| 17 de septiembre | Cali     | Deportivo Cali | 1:1       | Cerro Porteño  |
| 21 de septiembre | Cali     | Deportivo Cali | 3:2       | Alianza Lima   |
| 5 de octubre | Asunción | Cerro Porteño  | 3:1       | Alianza Lima   |
| 14 de octubre | Lima     | Alianza Lima   | 1:4       | Deportivo Cali |
| 18 de octubre | Asunción | Cerro Porteño  | 0:4       | Deportivo Cali |

## Final
| Ida; 23 de noviembre de 1978 | Deportivo Cali | 0:0     | Boca Juniors | Estadio Olímpico Pascual Guerrero, Cali                  |                                                          |
|                              |                | Reporte |              | Asistencia: 45 000 espectadores Árbitro(s): Héctor Ortíz | Asistencia: 45 000 espectadores Árbitro(s): Héctor Ortíz |

| Vuelta; 28 de noviembre de 1978 | Boca Juniors                                     | 4:0 (1:0) | Deportivo Cali | Estadio La Bombonera, Buenos Aires                             |                                                                |
|                                 | Perotti 15', 87' · Mastrángelo 61' · Salinas 73' | Reporte   |                | Asistencia: 55 000 espectadores Árbitro(s): Edison Pérez Núñez | Asistencia: 55 000 espectadores Árbitro(s): Edison Pérez Núñez |

|                                 |
|                                 |
| Campeón Boca Juniors 2.º título |

## Estadísticas

### Goleadores
| Jugador                  | Club             | Goles |
| ------------------------ | ---------------- | ----- |
| Guillermo La Rosa        | Alianza Lima     | 8     |
| Néstor Scotta            | Deportivo Cali   | 8     |
| Teófilo Cubillas         | Alianza Lima     | 7     |
| Alberto de Jesús Benítez | Deportivo Cali   | 6     |
| Oscar Fabbiani           | Palestino        | 5     |
| Paulo Isidoro            | Atlético Mineiro | 5     |
| Hugo Sotil               | Alianza Lima     | 5     |
| Juan José López          | River Plate      | 4     |
| Marcelo Oliveira         | Atlético Mineiro | 4     |